# Mia Pojatina
Mia Susana Pojatina (Nova Gradiška, 4 de abril de 1995) es una modelo y reina de belleza croata. Ganadora de Miss Universo Croacia 2018, representó a su país en la edición de Miss Universo 2018 celebrada en Bangkok (Tailandia).

## Vida personal
Pojatina se ha graduado en Diagnóstico Médico de Laboratorio en la Universidad de Zagreb en el Departamento de Salud. Ha jugado profesionalmente al voleibol y ha tocado el piano desde su infancia. Se casó con Filipa Žaju en septiembre de 2021.

## Carrera

### Miss Universo Croacia 2018
Pojatina fue coronada como Miss Universo Croacia 2018 celebrado el 21 de abril de 2018 en Zagreb. Fue coronada por la ganadora del año pasado y semifinalista del Top 16 de Miss Universo 2017, Shanaelle Petty.

### Miss Universo 2018
Pojatina representó a su país en el concurso de Miss Universo 2018, pero no llegó al top 20.